# Fernando de Araújo Penna
Fernando de Araújo Penna é professor e diretor da Faculdade de Educação da Universidade Federal Fluminense (UFF) . Foi eleito para o cargo em 2020, atuando com o vice-diretor Jairo Paes Selles, e reeleito para o mandato de 2024–2028, desta vez com a vice-diretora Luciana Maria Almeida de Freitas .
Biografia
Fernando de Araújo Penna é graduado em História (1999–2004), mestre em Educação (2005–2008) e doutor em Educação (2009–2013), todos os títulos obtidos na Universidade Federal do Rio de Janeiro (UFRJ) . Sua carreira acadêmica inclui passagens como professor substituto na UFRJ (2007–2008), na Universidade Estadual do Rio de Janeiro (UERJ) (2009–2012) e como professor de história na Secretaria de Educação do Rio de Janeiro (SEE/RJ) (2008–2009). Desde 2013, é professor efetivo na UFF .
É líder do Núcleo de Estudos em Educação Democrática (NEED)  e pesquisador na área de educação democrática, com publicações sobre o tema. Além disso, possui fluência em  inglês, espanhol, francês e grego . 
Prêmios e Reconhecimentos
Ao longo de sua carreira, recebeu diversas honrarias, incluindo:
- Medalha Tiradentes (2017), concedida pela Assembleia Legislativa do Estado do Rio de Janeiro (ALERJ) [3].
- Moção de Agradecimento (2018), pela Câmara Municipal do Rio de Janeiro [3].
- Prêmio Paulo Freire (2019), pela ALERJ [3].
- Medalha ANPUH (2019), pela Associação Nacional de História [3].

Algumas Produções Acadêmicas
Entre suas obras destacam-se:
- PENNA, F. A.; QUEIROZ, F.; FRIGOTTO, G. (Org.). Educação Democrática: antídoto ao Escola sem Partido. Rio de Janeiro: LPP-UERJ, 2018 [1].
- PICOLI, B. A.; MARQUETTI, D.; VICENZI, R.; SILVA, E. C. H.; PENNA, F. A. Ensino de História e usos do passado. Educação Por Escrito (PUCRS), 2021 [1].
- CERRI, L. F.; PENNA, F. A. Uma escola, cem partidos: a multiplicidade de posições político-econômicas entre estudantes em um estudo quantitativo. História & Ensino, 2020 [1].

Referências
1. 1 2 3 4 5 6  «Fernando de Araujo Penna». Escavador. Consultado em 5 de agosto de 2025
2. ↑  «FEUFF». Consultado em 5 de agosto de 2025
3. 1 2 3 4 5 6  buscatextual.cnpq.br https://buscatextual.cnpq.br/buscatextual/visualizacv.do;jsessionid=5C5E6F8DACB81BAD3AFECB3A22926A78.buscatextual_0. Consultado em 5 de agosto de 2025 Em falta ou vazio |título= (ajuda)

Ligações Externas
- https://www.escavador.com/sobre/5111794/fernando-de-araujo-penna
- http://feuff.sites.uff.br/apresentacao/